# Новонікольське сільське поселення (Александровський район)
Новоні́кольське сільське поселення (рос. Новоникольское сельское поселение) — сільське поселення у складі Александровського району Томської області Росії.
Адміністративний центр та єдиний населений пункт — село Новонікольське.
Населення сільського поселення становить 181 особа (2019; 252 у 2010, 348 у 2002).

## Склад
До складу сільського поселення входять:
| Населений пункт      | Населення, осіб (2002) | Населення, осіб (2010) |
| -------------------- | ---------------------- | ---------------------- |
| Новонікольське, село | 346                    | 252                    |
| Пирчино, присілок    | 2                      | -                      |